# 南張メロン

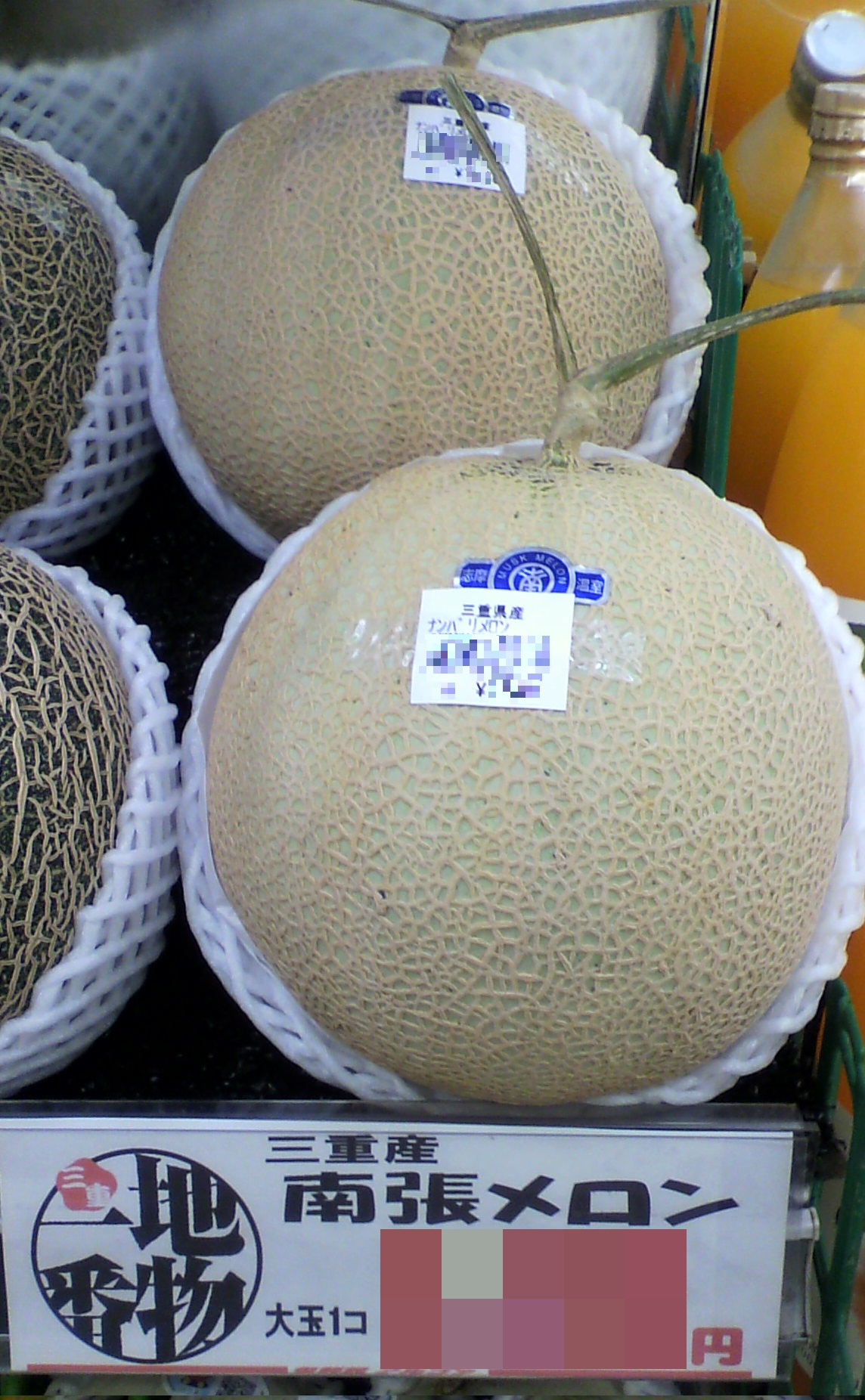
店頭に並ぶ南張メロン

南張メロン（なんばりメロン、英語: Nambari-Melon）は、三重県志摩市浜島町南張にて南張温室組合の組合員が生産する温室メロンの総称である。品種はマスクメロン。
五ヶ所みかんと並ぶ、伊勢志摩特産の農産物である。

## 概要
伊勢志摩国立公園内にあり、日照時間が長く海洋性の温暖な気候の志摩市浜島町南張で生産している。気候には恵まれているが、山がすぐ海まで迫り平地が少ないという地形条件としては恵まれない中で適した作物を栽培する必要があったことからメロンが選ばれた。生産量が限られるため高級となり、主に贈答品として定着し、現地販売・産地直送に加え、大阪や東京の青果市場にも出荷されている。1970年代初頭には大阪市場への出荷が中心で、一部を名古屋市場や三重県内の市場へ出荷していた
濃厚で甘味が強く（糖度が高く）、みずみずしいのが特徴で、メロン独特の苦味がなくのどごしが良い。食べる2時間前に冷蔵庫で冷やすと良い。
南張メロンはすべて温室で栽培される。開花から18日でマスクメロンの網目が現れ、50日で収穫できるという。受粉は手作業で行い、意欲のある農家は年4回収穫している。1970年代初頭は春にキュウリ、夏と秋にメロン、冬に菰かけをしてメロン栽培をしていた。

## 主な生産農家
特に川口農園は多くのウェブサイトやテレビ番組で紹介される。同園は11の温室を有し、独自の育種や品種改良を重ね、上質のメロンを栽培している。
川口農園のほかにも6.6aのビニルハウスで年に4回収穫している杉浦氏や、南張温室組合副組合長で年間7000玉生産している橋本氏を始めとした計7軒の農家で栽培する。
1970年代初頭には45戸がメロン栽培を行い、栽培面積は8,500m2で、うち4,800m2を7人の共同経営で生産していた。

## 歴史
南張地区では1918年（大正7年）に川口農園の初代である川口勇夫を筆頭とする若手4人が園芸同志会を結成、新しい農業の開拓に着手した。当時はメロンではなく、キュウリやナスを油紙の保温材を使って栽培し、宇治山田市（現在の伊勢市）や大阪市へ出荷する輸送園芸を行っていた。しかし1928年（昭和3年）4月25日に予期せぬ霜が降り、順調だった農業経営に大きな被害が及んだ。そこで園芸同志会は石炭を用いた温室を導入して生産を始めるが、キュウリやナスでは生産額に限りがあると感じ、新たな作物の栽培に転じることを計画した。それがメロン栽培であった。
まず園芸同志会は、先進地研究として静岡県の浜松市や静岡市へ何度も赴き、1931年（昭和6年）にアールスフェボリット（マスクメロンの代表品種）の本格的な生産を開始した。当時の同志会の会員は7人、温室面積は1,320m2で大阪市を中心に出荷された。1937年（昭和12年）6月10日には、伊勢神宮へ行啓中の皇后に南張メロンを贈り、感謝状を授与した。この時、温室栽培農家は8戸に増え、面積も1650m2に拡大して生産農家の意欲は高まっていた。1939年（昭和14年）にはメロンの年4作が確立するが、太平洋戦争が激しくなる中で燃料の石炭入手が難しくなり、1941年（昭和16年）から終戦の1945年（昭和20年）まで栽培を取り止めざるを得なくなった。
戦争が終わった翌1946年（昭和21年）には早くも生産を再開し、メロンのほかにもキュウリやキク、エンドウなどが栽培された。また1951年（昭和26年）からは温室の復活が図られ、キュウリとメロンの輪作も始まった。1955年（昭和30年）には南張温室組合の組合員は11戸、2673m2と同志会がメロン栽培を始めた頃の約2倍に成長、更に1961年（昭和36年）には三重県営のパイロット事業化が行われ、温室組合の改革が行われた。その結果、1963年（昭和38年）に組合員10名で協業経営体を組織し、新しい温室設備を購入して共同管理を行うことになったが、栽培技術が人により差が大きく協業経営に行き詰まり、1968年（昭和43年）には経営体は解散した。温室組合はこの失敗を生かして、個々の経営の強化に取り組み、1971年（昭和46年）9月8日には昭和天皇へ献上、1983年（昭和58年）には日本の農業者として当時最高の栄誉とされた朝日農業賞を受賞するに至った。また多くの農家はメロン栽培に特化し、水田は酪農家に委託するようになった。
皇室に献上して以降、メロン栽培技術の更なる改良が図られ、メロン農家も2代目・3代目へと世代交代が進んだ。原油高が深刻化した2008年（平成20年）には、温室のボイラーを重油からまきに切り替えて乗り切った。
2007年（平成19年）、ミズノクラシックが志摩市で開催された際に、招待選手に南張メロンが振る舞われた。2009年（平成21年）には、志摩市商工会が「埋もれた資源を大きな宝へ」を目標に、南張メロンアイスや南張メロンパンといった新商品の開発も試みられている。

## 南張メロンを使った商品
- 南張メロンシュー - 志摩市阿児町鵜方の洋菓子店・エンゼルのシュークリーム - 商品[18]。
- 南張メロンシャーベット - 川口農園のメロンを使った志摩市磯部町穴川のレストラン味遊のシャーベット[19]。川口農園のメロンの販売も行う[19]。
- 南張メロンアイス - 南張メロン果汁を使った濃厚なアイスクリーム[17]。志摩市商工会の「平成21年度地域資源∞全国展開プロジェクト」による開発商品[17]。
- 南張メロンパン - 南張メロンの果肉を使ったメロンパン[17]。志摩市商工会の「平成21年度地域資源∞全国展開プロジェクト」による開発商品[17]。

## メディアでの紹介
南張メロンはマスメディアで取り上げられることがある。以下にその例を示す。
- 1998年に読売テレビのバラエティ番組『どっちの料理ショー』で、特選素材に南張メロンが選ばれ、全国的な注目を集める[1][19][12]。
- 2003年8月9日にZIP-FMのアウトドア情報番組「ZIP OUTDOOR PARADISE」で、南張メロンが高級品として登場したほか、南張海水浴場の別名が南張メロンビーチであることが紹介された[3]。
- 2007年5月25日に三重エフエム放送（radio CUBE FM Mie）の番組『みえチュー Weekend Navi』で、アナウンサーの西本亜裕子が川口農園を訪ねた[6]。
- 2007年6月20日に名古屋テレビ放送（メ〜テレ）の朝の情報番組「どですか!」でお中元にぴったりの品として川口農園の特選南張メロンが取り上げられた[11]。また、同局制作の旅番組「ウドちゃんの旅してゴメン」ではウド鈴木が川口農園を訪れ、メロンを賞味した[5]。
- 2008年11月29日に東海テレビ放送のバラエティ番組「発見!わくわくMY TOWN」で石原良純と川村ゆきえが志摩市浜島町を訪れた際に川口農園へ来園、南張メロンを賞味した[20]。